# Nadie como tú
Nadie como tú (lit. Ninguém Como Você) é uma telenovela mexicana produzida por Ignacio Sada Madero para TelevisaUnivision e foi exibida pelo Las Estrellas de 14 de agosto de 2023 a 28 de janeiro de 2024, substituindo Eternamente amándonos e sendo substituída por Vivir de Amor. 
É um remake baseado na telenovela portuguesa Espírito Indomável de 2010.
Protagonizada por Karla Esquivel e Brandon Peniche  e antagonizada por Eduardo Santamarina, Irina Baeva, Iván Arana, Elizabeth Álvarez, Hugo Aceves e Carlos Speitzer e tem atuações estelares de Diego Olivera, Alejandra Barros, Daniela Alvarez, Ramsés Alemán, Paty Díaz, Ricardo Franco e Claudia Troyo e os primeiros atores Ignacio Guadalupe e Evangelina Sosa.

## Sinopse
Vinte e um anos atrás, Raimundo Madrigal (Eduardo Santamarina) e José María Figueroa (Diego Olivera) se mudaram para San Miguel Arcángel com suas famílias para se tornarem produtores de mezcal. Teresa Arreola (Alejandra Barros), esposa de Raimundo, está tendo um caso com José María e quando Raimundo descobre, ele a agride. Teresa foge com os filhos, mas Raimundo a persegue e causa um acidente de carro no qual Bianca Madrigal (Karla Esquivel), o mais jovem dos Madrigals, é dado como morto. Bianca é resgatada por Eréndira Santana (Paty Díaz), que a leva para casa para se passar por sua falecida filha, Ximena. Enquanto isso, Teresa decide se distanciar de José María e ficar com Raimundo. Acusada de bruxaria, Eréndira foge com Hugo Santana (Carlos Speitzer) e Bianca —sob a identidade de Ximena— e encontra trabalho na fazenda Figueroa.
Anos depois, Ximena apaixona-se por Salvador Figueroa (Brandon Peniche), filho de José Maria. Eréndira confessa a Ximena que na verdade é Bianca Madrigal, fazendo com que Ximena duvide de toda a sua vida. O ódio entre os Madrigal e os Figueroa se reacende com a revelação da origem de Ximena, que impede que ela e Salvador fiquem juntos.

## Elenco
- Eduardo Santamarina - Raimundo Madrigal Canales
- Karla Esquivel - Ximena Santana García / Bianca Madrigal Arreola
- Brandon Peniche - Salvador Figueroa Toledano
- Diego Olivera - José María "Chema" Figueroa Arce
- Alejandra Barros - Teresa Arreola Villaseñor de Madrigal
- Irina Baeva - Romina Ortuño Vieri
- Iván Arana - Jonás Madrigal Arreola / Jonás Madrigal Santibáñez
- Elizabeth Álvarez - Begoña Toledano Maciel
- Daniela Alvarez - Jazmín Figueroa Toledano
- Ramsés Alemán - Eduardo Madrigal Arreola
- Paty Díaz - Eréndira Santana García
- Ricardo Franco - Tristán Gamero Benítez
- Claudia Troyo - Martha Granadas
- Ignacio Guadalupe - Aurelio Medina Cruz
- Evangelina Sosa - Jacinta Martínez Cruz de Medina
- Hugo Aceves - el Comandante Laureano
- Abel Trujillo - Néstor Rodríguez Velasco
- Fabiola Andere - Piedad Molina Suárez de Rodríguez
- Dayren Chávez - Celia Molina Suárez
- Fernanda Bernal -  Carmen Medina Martínez
- Sharon Gaytán - Antonia "Toña" González Reyes
- Guty Carrera - Fabián Armenta Rivas
- Tania Saenz - Dolores "Lola" Jesús Núñez
- María José Parga - Citlali Nava Bermúdez
- Carlos Speitzer - Hugo Santana García / Hugo Madrigal Santana
- Khiabet Peniche - Camelia
- Hans Gaitan - Matías Figueroa Toledano
- Daniel Rascón
- Paulina de Labra - Artesana
- Alejandra Jurado - Lázara
- Martín Rojas - Mario
- George López
- Horacio Beamonte
- Priscila Gee
- Pepe Olivares
- Eva Daniela - Lorena Villegas
- Marco Méndez - Abel Miraballe
- Anahí Fraser - Marcela Hidalgo
- Lorena Álvarez - Judith Santibáñez
- Ángeles Balvanera - Doña Hortensia
- Felipe Nájera - Claudio
- Roberto Tello - Laredo
- Alberto Ruiz - Raimundo Madrigal Canales (jovem)
- Diego Otero - José María "Chema" Figueroa Arce (jovem)
- Naile López - Teresa Arreola Villaseñor de Madrigal (jovem)
- Michelle Jurado - Begoña Toledano Maciel de Figueroa (jovem)
- Viviana Jaimes - Eréndira Santana García (jovem)
- Andrés Ruanova - Hugo Santana García (menino)

## Produção
Em fevereiro de 2023, foi noticiado que Ignacio Sada Madero havia iniciado a pré-produção de sua próxima novela. 
Em 15 de março de 2023, Brandon Peniche foi anunciado no papel principal, com Irina Baeva sendo escalada como a antagonista da história. 
Para interpretar a protagonista Ximena foram feitos testes com as atrizes Alejandra Müller, Dayren Chavez e Karla Esquivel, e em 24 de março de 2023, Karla Esquivel foi anunciada para o papel. Já para a antagonista adulta da história, Arleth Terán e Elizabeth Álvarez fizeram testes, tendo o papel ficado com esta última.
As filmagens começaram em 8 de maio de 2023 no estado Oaxaca.

## Audiência
| Horário             | # Eps. | Estreia              | Estreia           | Final                 | Final           | Posição | Temporada | Classificação geral |
| Horário             | # Eps. | Data                 | Primeiro capítulo | Data                  | Último capítulo | Posição | Temporada | Classificação geral |
| ------------------- | ------ | -------------------- | ----------------- | --------------------- | --------------- | ------- | --------- | ------------------- |
| Segunda—Sexta 16h30 | 122    | 14 de agosto de 2023 | 2.6               | 28 de janeiro de 2024 | 2.0             | #1      | 2023-2024 | 2.22                |

* Teve um alcance de 5.2 milhões espectadores.